# 4186 Tamashima
4186 Tamashima eller 1977 DT1 är en asteroid i huvudbältet som upptäcktes den 18 februari 1977 av de båda japanska astronomerna Hiroki Kōsai och Kiichirō Furukawa vid Kiso-observatoriet i Japan. Den har fått sitt namn efter den tidigare japanska staden Tamashima.
Asteroiden har en diameter på ungefär 29 kilometer.